# اوتو برادنبورگ
اوتو برادنبورگ (دانمارکی: Otto Brandenburg؛ ‏ ۴ سپتامبر ۱۹۳۴ – ۱ مارس ۲۰۰۷) بازیگر، خواننده و موسیقی‌دان اهل دانمارک بود. وی بین سال‌های ۱۹۵۳ تا ۲۰۰۰ میلادی فعالیت می‌کرد.
از فیلم‌ها یا برنامه‌های تلویزیونی که وی در آن نقش داشته‌است، می‌توان به مهمانی اداره، من و چارلی و قلمرو اشاره کرد.